# Purani
Purani est une commune du județ de Teleorman en Roumanie.